# رئاسة أمن الدولة (السعودية)
رئاسة أمن الدولة هي مؤسسة أمنية واستخباراتية سيادية في المملكة العربية السعودية، أنشئت بأمر ملكي من الملك السعودي سلمان بن عبد العزيز آل سعود في 20 يوليو 2017، وترتبط بمجلس الوزراء وتعنى بكل ما يتعلق بأمن الدولة. وتتبع لها كل من المديرية العامة للمباحث وقوات الأمن الخاصة وقوات الطوارئ الخاصة وطيران الأمن والإدارة العامة للشؤون الفنية وتتعاون الأجهزة الأمنية التابعة لوزارة الداخلية ورئاسة أمن الدولة فيما بينهما بما يكفل الدعم اللازم بما في ذلك الإسناد الميداني. ورئيس رئاسة أمن الدولة حاليا هو الأستاذ عبد العزيز محمد الهويريني رئيس أمن الدولة عضو في مجلس الشؤون السياسية والأمنية.

## القطاعات التابعة لرئاسة أمن الدولة

### قوات الطوارئ الخاصة
قوات الطوارئ الخاصة تُستخدم قوات الطوارئ في عمليات حفظ النظام كتفريق المظاهرات، وإنقاذ الرهائن والمخطوفين ومقاومة الاعتصام ومكافحة شتى أنواع الإرهاب والتخريب اللذين يعرضان السلامة العامة للخطر، كما تقوم قوات الطوارئ الخاصة بأي مهمات أخرى تكلف بها كإسناد قوات الشرطة في مختلف مناطق المملكة عند الضرورة. وتساهم مع غيرها من القوات شبه العسكرية الأخرى في سبيل المحافظة على النظام وخصوصا في موسم الحج.

### قوات الأمن الخاصة
قوات الأمن الخاصة إحدى فروع رئاسة أمن الدولة والتي لها مهامها وأدوارها المنوطة بها كفرقة أمنية خاصة توكل لها مهام أمنية معينة. وبدأت هذه الفرقة كشرطة احتياطية ذات تقنية تدريبية عالية. وتتبع هذه القوات وحدة المتفجرات التي من مهامها الكشف عن المتفجرات وإبطالها في المواقع المهمة مثل الوزارات والقصور ومقر إمارات المناطق. كما تتبع لهذه القوات وحدة أمن الشخصيات، ومن مهامها حماية الشخصيات من أمراء المناطق وبعض مسؤولي الدولة. ومن ضمن القوات الخاصة وحدة الاقتحام، وهي وحدة خاصة لا يلتحق بها سوى أبرز العناصر الأمنية من ضباط وأفراد.

### المباحث العامة
- المديرية العامة للمباحث: وهي جهاز أمني يختص بالقضايا التي تستهدف الدولة ومجتمعها وأمنها بمفهومها الشامل، والقضايا التي تهدف إلى تقويض كيان الدولة وتدمير المجتمع والقضايا الإدارية والمالية المشبوهة والناتجة عن سوء استغلال السلطة، وتتعامل المديرية العامة للمباحث مع قضايا الأمن الداخلي ومكافحة التجسس، وتحقيق وترسيخ الأمن في المملكة بالتنسيق مع كافة القطاعات في الدولة. كان جهاز المباحث العامة يتبع قطاع الأمن العام عند إنشائه، ثم استحدث منصب وكيل للمباحث والجوازات والجنسية في عام 1372هـ، بعدها تم تأسيس جهاز مستقل للقيام بأعمال المباحث العامة في عام 1380هـ، ثم بعد سنة تم استحداث إدارة عامة للمباحث العامة والشرطة الدولية وشؤون المخدرات في عام 1381هـ، بعدها فصلت المباحث العامة عن الأمن العام في عام 1386هـ، تبع ذلك استقلال المباحث العامة إداريا عن وكيل الوزارة في عام 1387هـ، ونقلت أعمال مكافحة المخدرات والتزييف والتزوير والرشوة والتهريب والجرائم الأخلاقية من المباحث العامة إلى جهات أخرى، بعدها ربطت المباحث الإدارية بالمباحث العامة إداريا في عام 1400هـ،[1] وفي 12 ديسمبر 2019 مـ فصلت المباحث الإدارية عن المباحث العامة وضمت إلى الهيئة الوطنية لمكافحة الفساد.[2]

### طيران الأمن
القيادة العامة لطيران الأمن: تتولى القيادة دعم القطاعات الأمنية على فرض النظام، وإنقاذ حياة المفقودين والمحتجزين، وتوفير الأمن والسلامة والسيطرة للحجاج والمعتمرين في موسم الحج والعمرة، وضمان سلامة المواقع الوطنية الحساسة والبنية التحتية، بالإضافة لتزويد الأطقم التشغيلية بإمكانيات دعم المهام التشغيلية.

### الإدارة العامة للشؤون الفنية
الإدارة العامة للشؤون الفنـية هي الإدارة المسؤولة عن تلبية إحتياجات الحرم الجامعي ومرافقـه فيما يتعلق بأعمـال الصيانـة والتشغـيل والمشاريع الجديدة، تعمل الإدارة على تطوير الأعمال المُقدمـة بالشكل الذي يضمن رضى المستفيدين، ويحافظ على الأصول ويساهم في إطالة عمرهـا التشغيلي. تلتزم الإدارة بإتباع أحدث المعايير والمواصفات المحلية والعالمية، لضمان أن كافة الأعمال تتم بشكل إحترافي، ويتناسب مع الرؤيـة والتوجهات الإستراتيجية للجامعة.
تشـرف الإدارة العامة للشؤون الفنـية على كافة أعمال الصيانـة والتشغيل لجميع الأصول والمباني والمرافق والخدمات الهندسية والانظمة والمعدات الطبية وغير الطبية، كما تقوم الإدارة بإعداد الدراسات والتصاميم والإشراف على كافة أعمال التنفيذ للمشاريع الجديدة ضمن نطاق الحرم الجامعي، وتشرف على مركز مراقبة العمل الذي يستقبل الطلبات المتعلقة بالصيانة ويقدم التحديث المرتبط بها على مدار الساعـة.